# Cinclus cinclus
Il merlo acquaiolo, anche noto come passero tuffatore, merlo acquaiolo eurasiatico, merlo acquaiolo golabianca o cinclo (Cinclus cinclus (Linnaeus, 1758)), è un uccello passeriforme della famiglia dei Cinclidae. È stato nominato uccello dell'anno 2017 e rappresenta inoltre l'uccello nazionale della Norvegia.

## Etimologia
Il nome scientifico della specie, cinclus, è un tautonimo, in quanto ripetizione di quello del genere.

## Descrizione

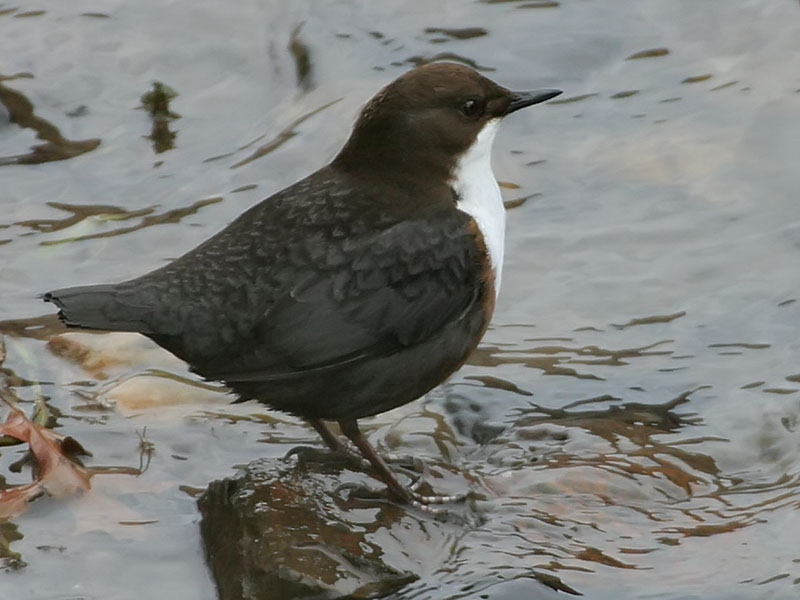
Esemplare a Chemnitz.

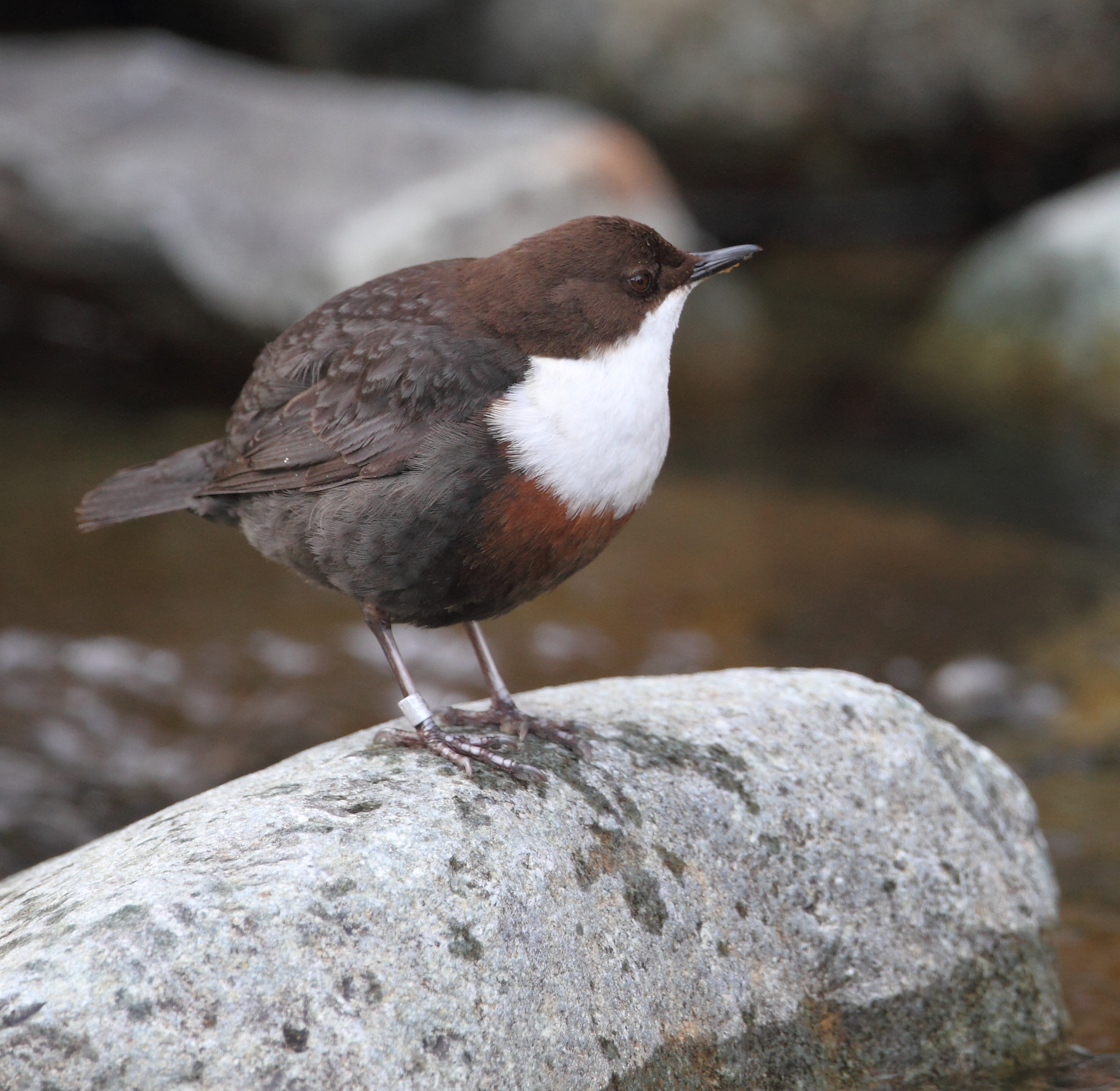
Esemplare a Llanfairfechan.

### Dimensioni
Misura 17-20 cm di lunghezza, per 41-76 g di peso: a parità d'età, i maschi possono essere più grandi rispetto alle femmine anche di un terzo.

### Aspetto
Si tratta di uccelletti dall'aspetto tozzo e paffuto, con testa grande e rotonda che sembra incassata direttamente nel torso, becco sottile e appuntito, corte ali arrotondate e coda squadrata, con forti zampe dalle lunghe e robuste dita e dagli artigli ricurvi.
Il piumaggio è dominato dalle tonalità del bruno: ad eccezione di gola e petto, che sono di color bianco candido, infatti, fronte, vertice, nuca, faccia e guance sono di colore bruno-cannella, mentre dorso, fianchi, ali e coda sono di color bruno-ardesia nerastro (più bruno su ali e coda, più scuro sul dorso, che in lontananza appare del tutto nero), e la parte inferiore del petto (appena sotto la fine del bianco toracico) e la parte centrale del ventre sono di color nocciola-ramato. Sussiste una certa variabilità di colorazione a livello di sottospecie, con le varie popolazioni che differiscono nella presenza e nella quantità della colorazione ventrale, nelle tonalità di quella dorsale e cefalica e nell'estensione del bianco golare: tali variazioni seguono in genere una direttrice N-S, con le popolazioni meridionali più piccole e vivacemente colorate rispetto a quelle settentrionali (ad esempio, la sottospecie nominale manca di banda ventrale di color nocciola). Non esiste invece dimorfismo sessuale evidente nella colorazione.
Il becco è nerastro, le zampe sono di color caramello e gli occhi sono di colore bruno-rossiccio, con palpebre grigio-biancastre ben evidente quando l'animale chiude gli occhi.

## Biologia

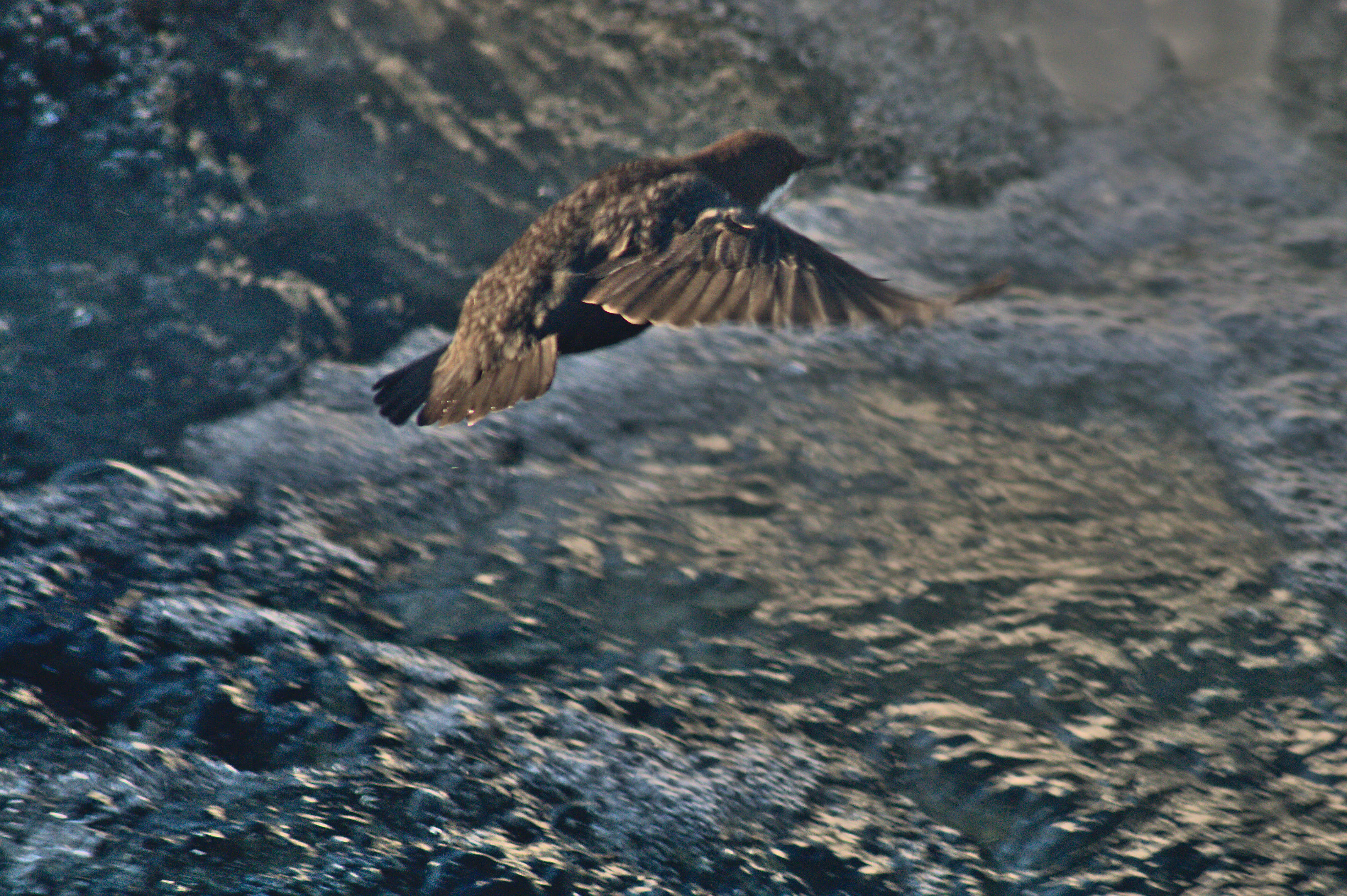
Esemplare in volo ad Eskilstuna.

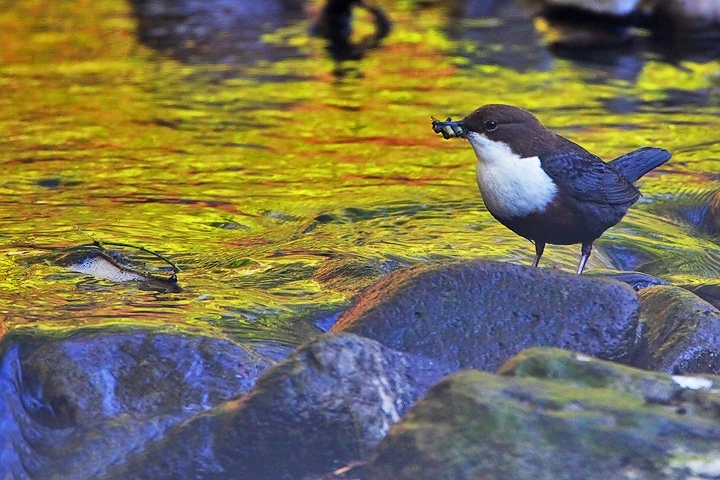
Esemplare con cibo nel becco in Ungheria.

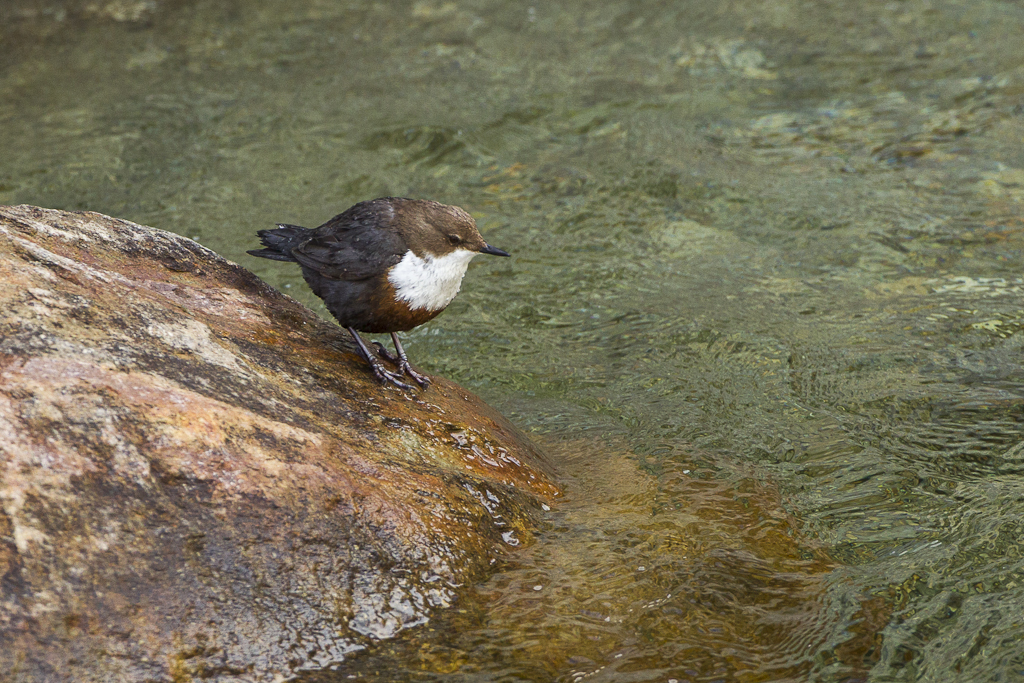
Esemplare in Val d'Aosta.

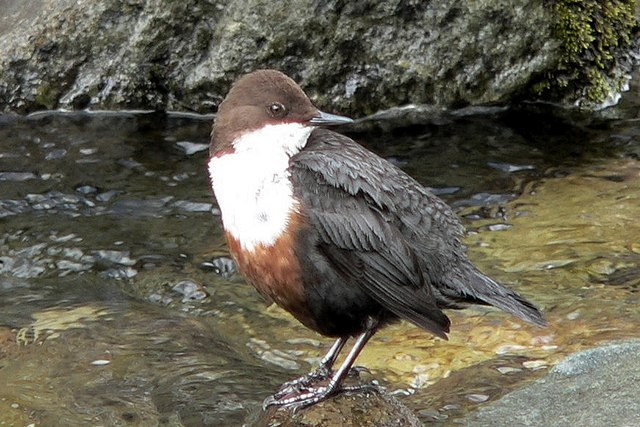
Esemplare ad Arran.

Si tratta di uccelletti tendenzialmente solitari (sebbene durante il periodo degli amori essi vivano in coppie), strettamente associati ai fiumi a corso rapido, sulle rive (o sui massi affioranti) dei quali è possibile osservarli durante il giorno: il merlo acquaiolo è inconfondibile, oltre che per l'aspetto e le abitudini di vita, anche per la sua vivacità, in quanto anche se in attività questo uccello continua incessantemente ad "annuire", flettere le zampe e ad alzare e abbassare la coda, a volte aprendo leggermente le ali. Dai sassi, una volta avvistata la preda, i merli acquaioli si tuffano improvvisamente nell'acqua oppure camminano fino ad essere completamente sommersi, rimanendo in apnea fino a un minuto mentre ricercano il cibo, utilizzando frattanto le forti zampe unghiute per ancorarsi al fondale mentre camminano e smuovono i sassi e i detriti sommersi per mettere allo scoperto le prede, oltre alle ali muscolose, utilizzate come pinne per "volare" sott'acqua. Il merlo acquaiolo è aiutato nel suo stile di vita semiacquatico dal piumaggio folto e isolante, costantemente impregnato dall'uccello col secreto oleoso dall'uropigio per garantirne l'impermeabilità, tanto che l'animale in immersione (che mantiene la testa verso il basso e la coda verso l'alto, con corpo in posizione obliqua) appare ricoperto da un sottile strato d'aria.

Oltre ad essere buoni nuotatori e camminatori, i merli acquaioli sono anche in grado di volare, frullando incessantemente le corte ali con volo dritto e vicinissimo alla superficie dell'acqua: il volo viene utilizzato perlopiù per allontanarsi da eventuali predatori o fonti di disturbo, rifugiandosi nella vegetazione riparia, mentre è infrequente che questi uccelli volino per lunghe distanze.
Il richiamo di questi uccelli è pigolante e molto acuto (4-6 kHz), in maniera tale da essere chiaramente udibile nei dintorni a dispetto del rumore dell'ambiente circostante, dato dallo scorrere incessante dell'acqua.

### Alimentazione

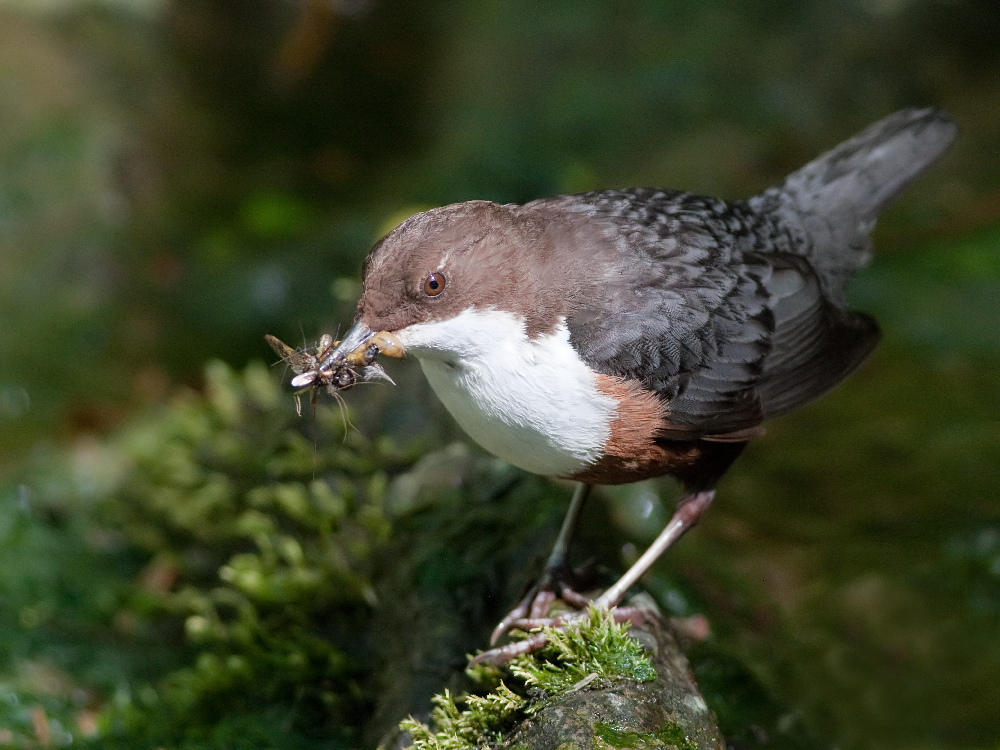
Esemplare con cibo nel becco a Kirkcudbright.

Si tratta di uccelli insettivori, la cui dieta è basata sui piccoli invertebrati raccolti fra i sassi e i detriti del fondale dei ruscelli.

La dieta del merlo acquaiolo è composta in massima parte dalle larve e dalle ninfe di effimere, plecotteri, simulidi e tricotteri, ma questi uccelli si nutrono (soprattutto durante i mesi freddi, quando gli insetti sono meno abbondanti) anche di piccoli pesci e delle loro uova, molluschi acquatici, girini e piccole rane e crostacei di piccole dimensioni: seppur raramente, essi possono inoltre rovistare fra il fogliame sul terreno, alla ricerca di piccoli invertebrati terrestri.

### Riproduzione

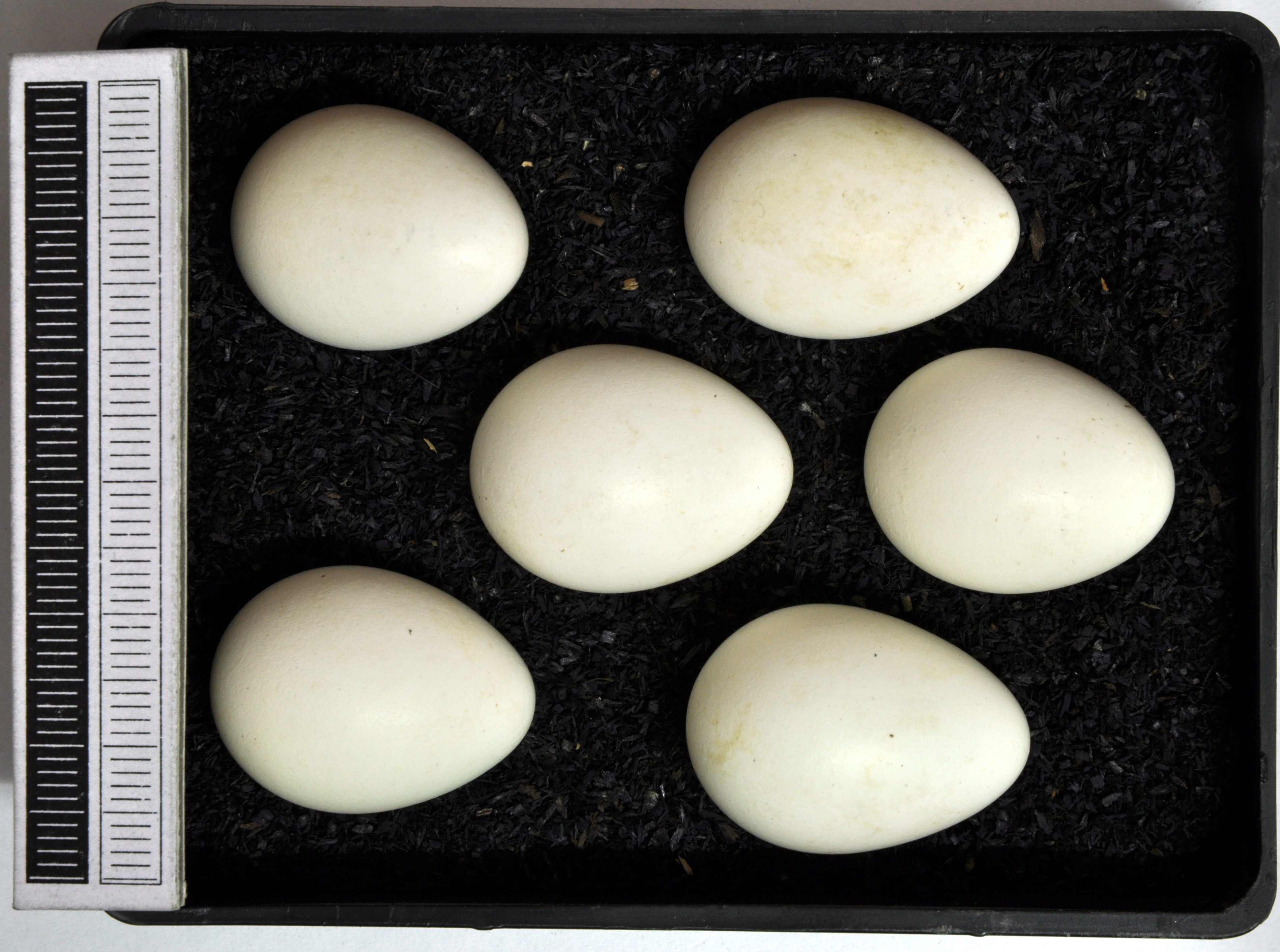
Uova.

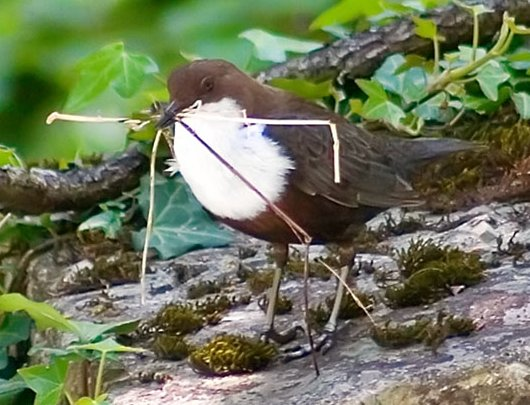
Esemplare trasporta materiale da costruzione per il nido nella Sierra Nevada.

La stagione riproduttiva cade durante la primavera, con lievi variazioni a seconda della zona dell'areale presa in considerazione: ad esempio, i merli acquaioli si riproducono da marzo a maggio in Europa e Africa, da febbraio a giugno nelle isole britanniche, e fra maggio e luglio in Scandinavia: durante il periodo degli amori, questi uccelli portano generalmente avanti una singola covata, due in caso di condizioni climatiche favorevoli e buona disponibilità di cibo.

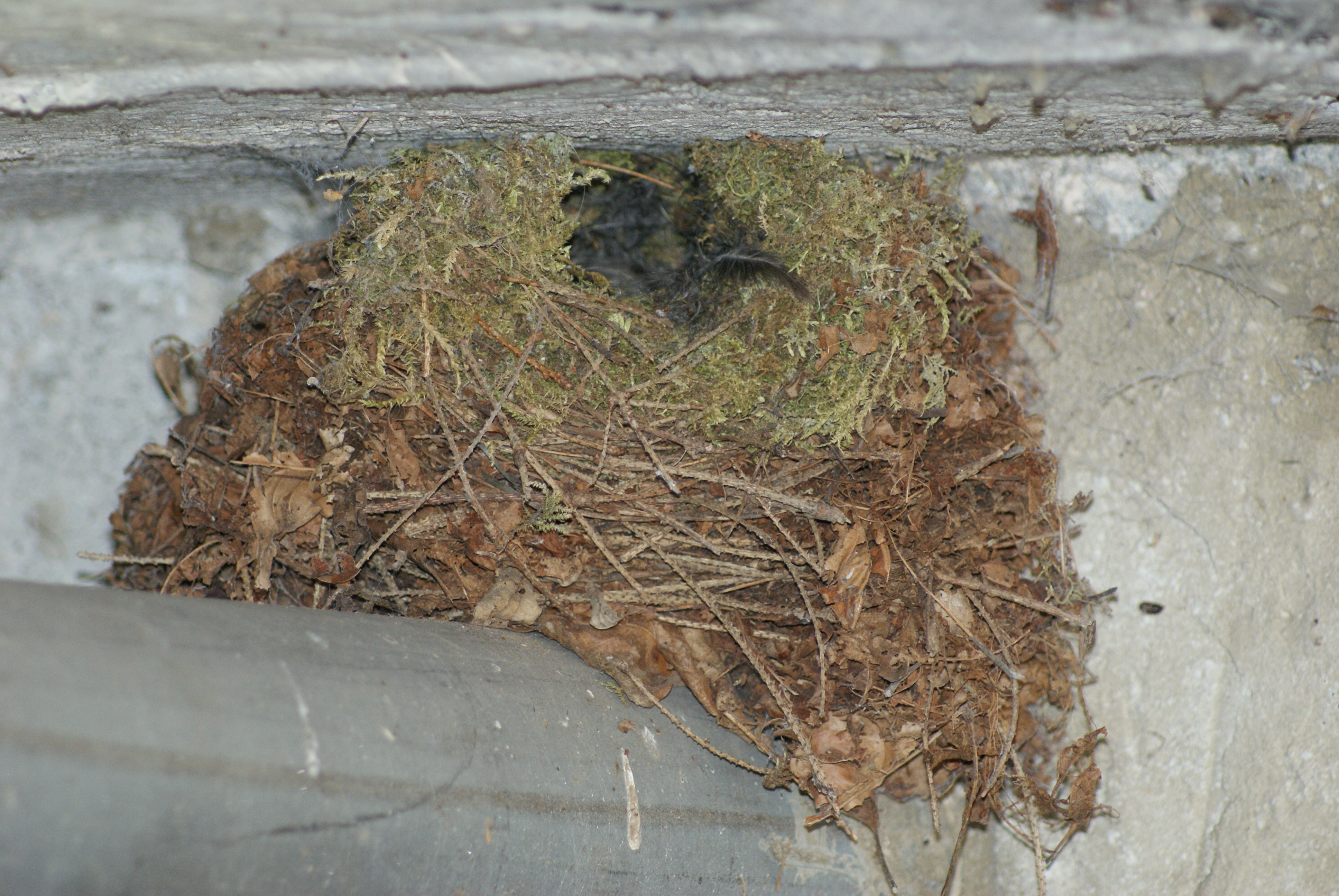
Nido a Wädenswil.

Si tratta di uccelli monogami: il maschio corteggia la femmina cominciando a cantare con suoni dolci e simili al canto degli scriccioli, per attrarle nei pressi del suo territorio. All'arrivo di un'eventuale partner, il maschio comincia a volare emettendo suoni metallici, cercando al contempo di mettere in massima evidenza il bianco di gola e petto: se la femmina non si allontana, l'accoppiamento avviene a breve giro di posta.
Il nido viene costruito da entrambi i sessi nelle vicinanze dei torrenti, sotto le cascate, nelle crepe dei muri, negli argini o su un tubo di scarico, in ogni caso nelle immediate vicinanze dell'acqua e in un luogo chiuso: esso è piuttosto voluminoso e presenta forma globosa, ed è costituito da una parte esterna di fibre vegetali, muschio e foglie morte intrecciate, all'interno della quale è presente una camera di cova (collegata all'esterno da un piccolo tunnel) il cui fondo è foderato da una coppa di foglie secche, nella quale la femmina depone 3-6 uova bianche e lucide.

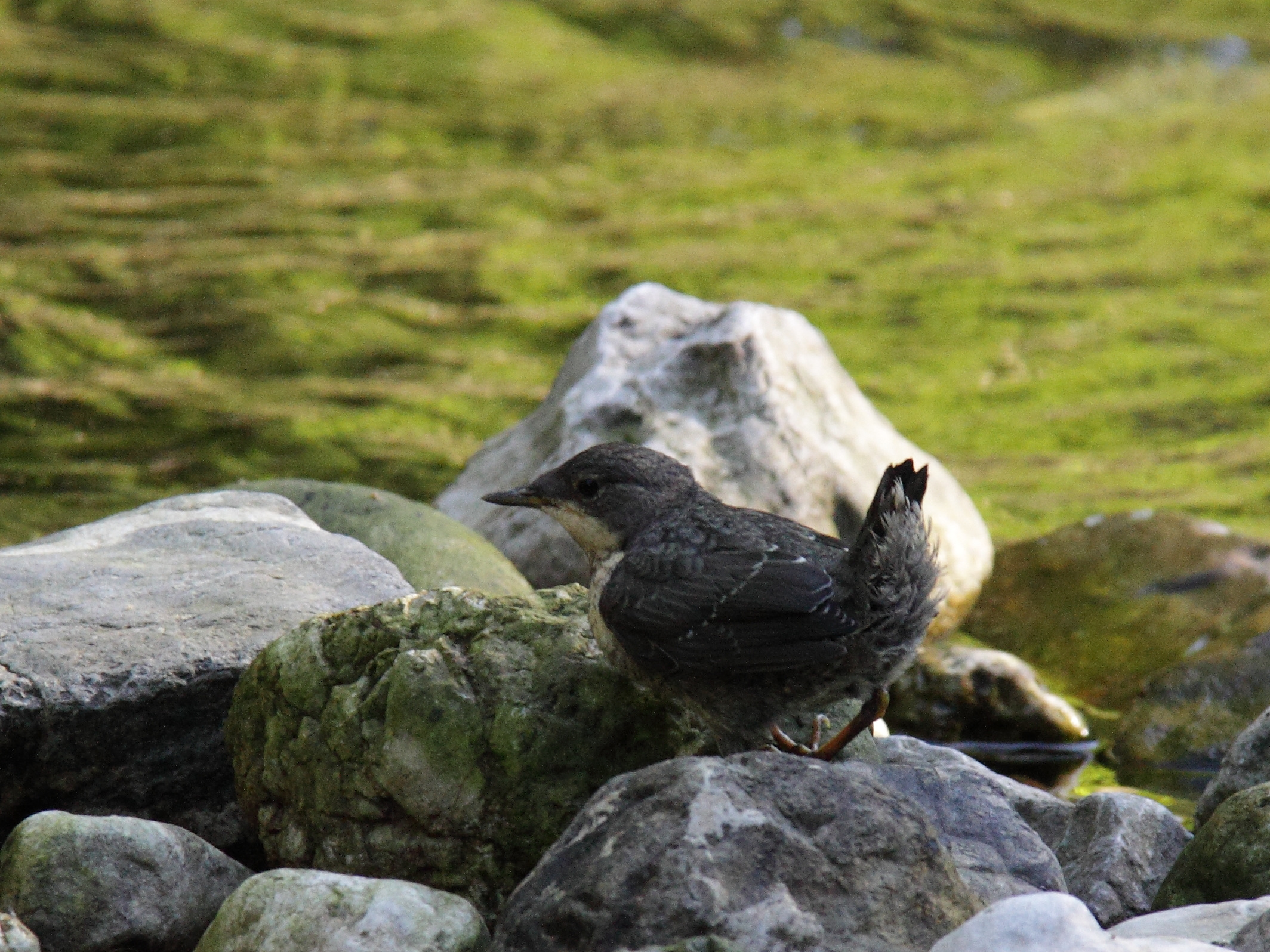
Giovane in Slovacchia.

La cova dura circa 15-16 giorni, ed è appannaggio esclusivo della femmina, mentre il maschio stazione a guardia del territorio nei pressi del nido e si occupa di reperire il cibo per sé e per la compagna intenta nell'incubazione. Alla schiusa, i pulli sono ciechi ed implumi, ma, imbeccati ed accuditi dalla madre, essi s'involano attorno ai 12-13 giorni di vita: tuttavia, essi sono in grado di tuffarsi già a pochissimi giorni dalla schiusa, facendolo però solo in caso di estremo pericolo.

Dopo l'involo, i piccoli rimangono presso il nido ancora per una settimana: a questo punto, essi cominciano a seguire i genitori durante la ricerca del cibo, ed anche il maschio comincia a prendere parte nel loro allevamento, imbeccandoli per un altro paio di settimane, prima che essi si allontanino definitivamente dal territorio natale e si disperdano.

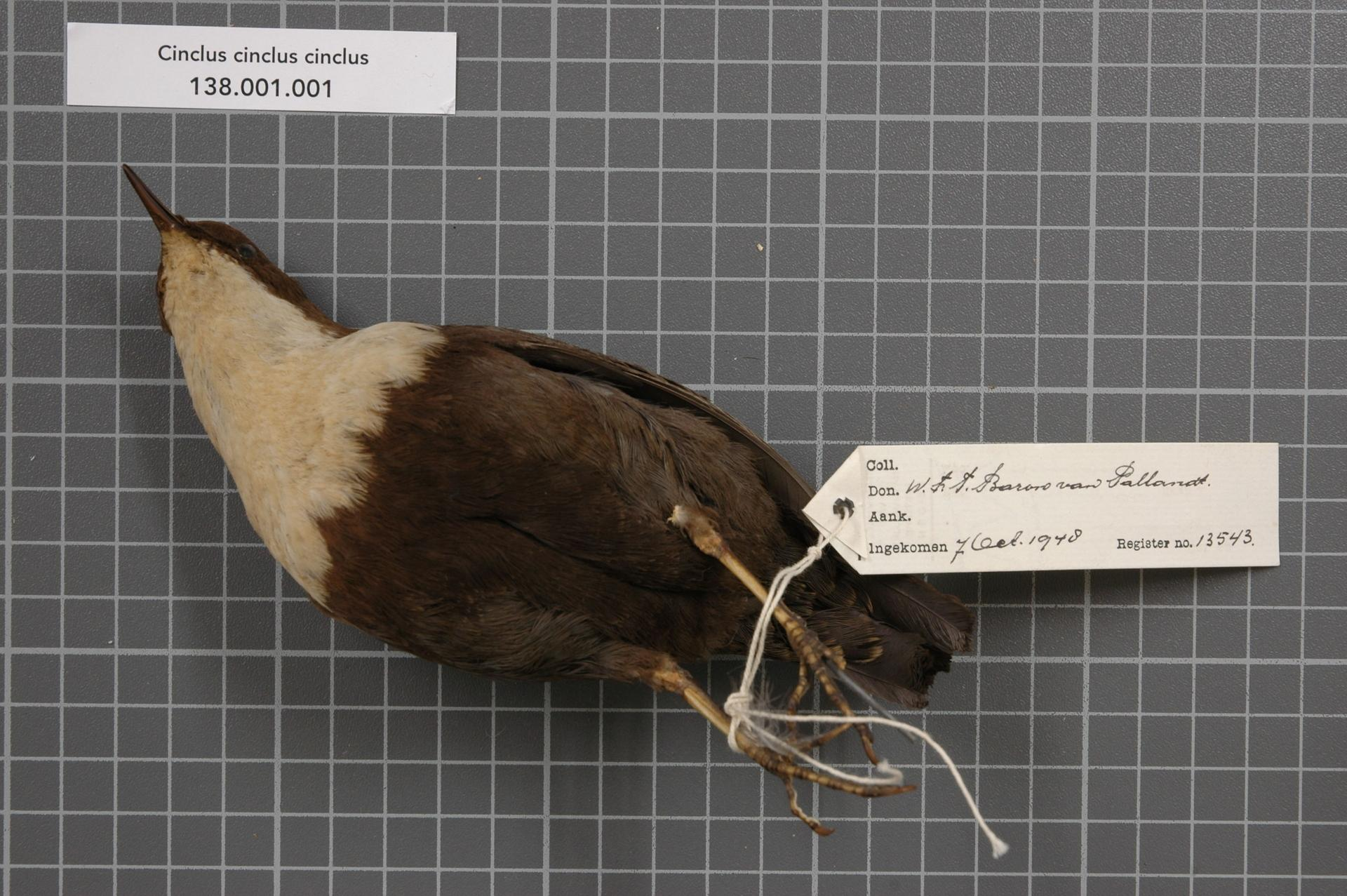
Femmina impagliata della sottospecie nominale.
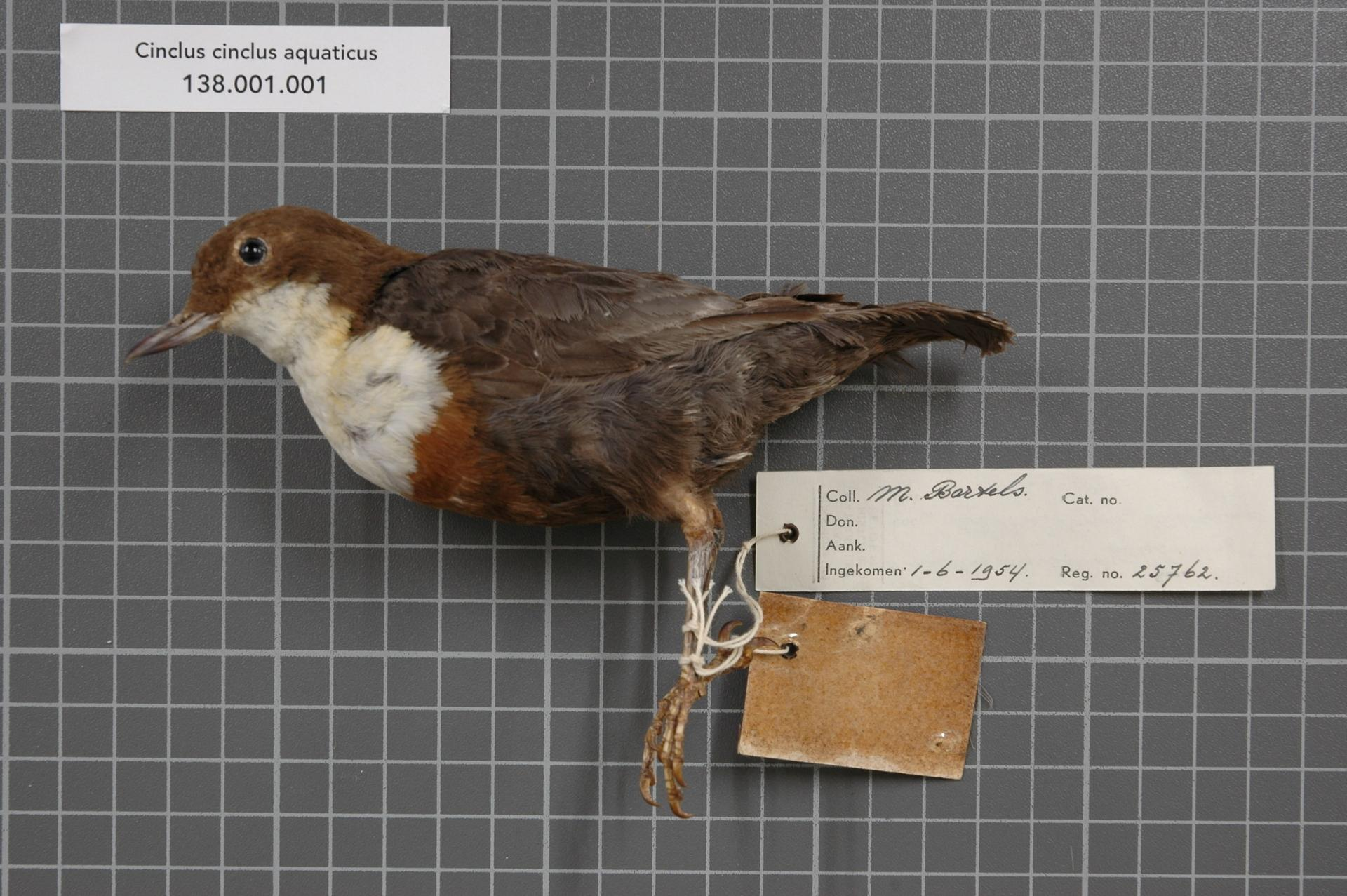
Maschio impagliato della sottospecie aquaticus.
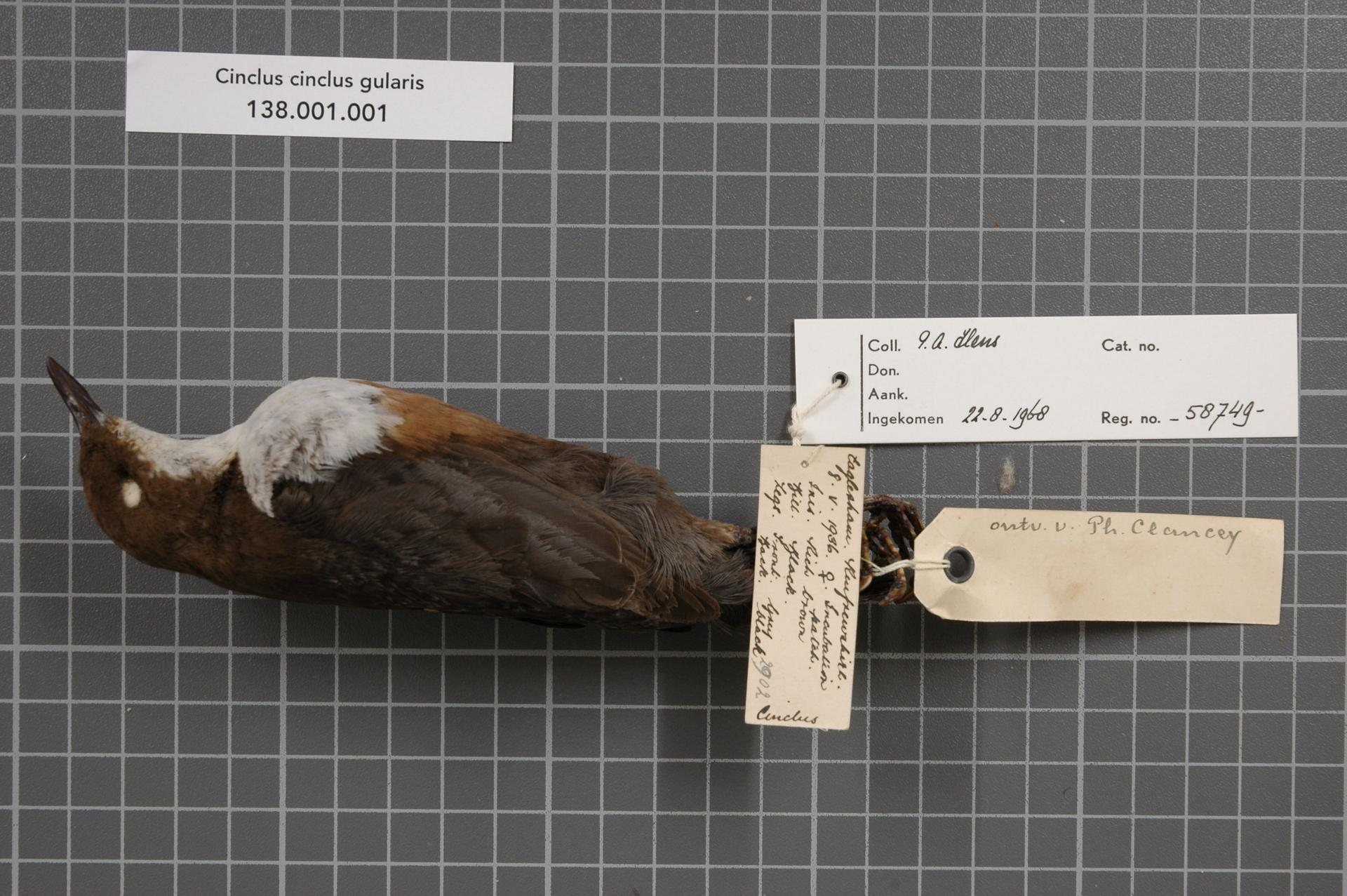
Femmina impagliata della sottospecie gularis.

## Distribuzione e habitat

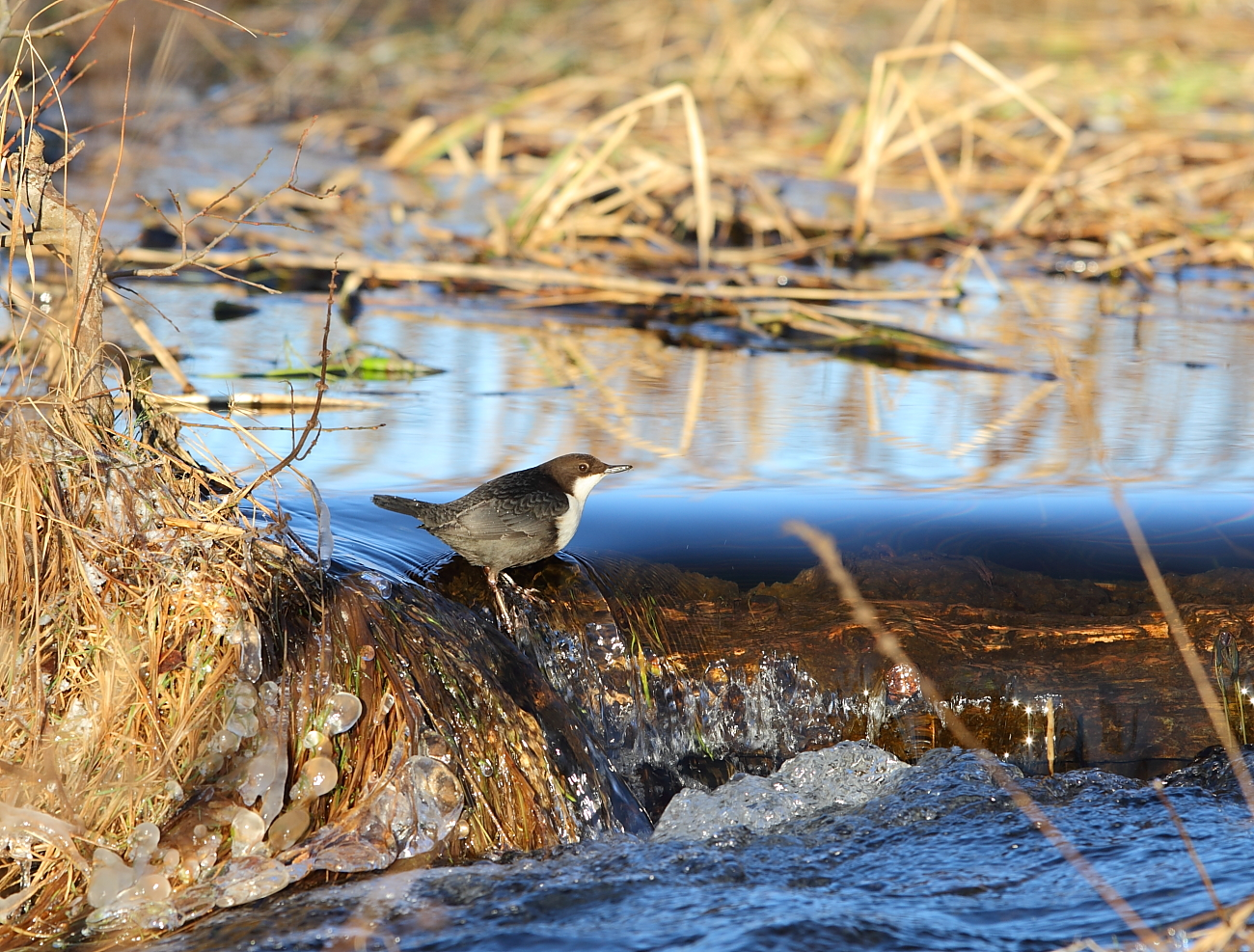
Esemplare a Farsund.

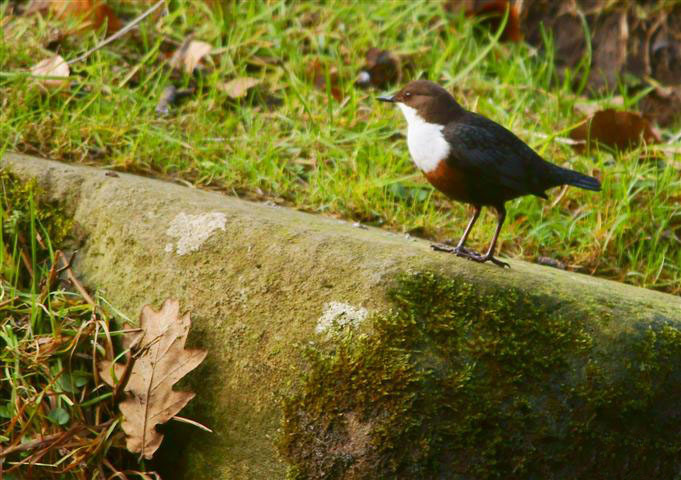
Esemplare a Glenrothes.

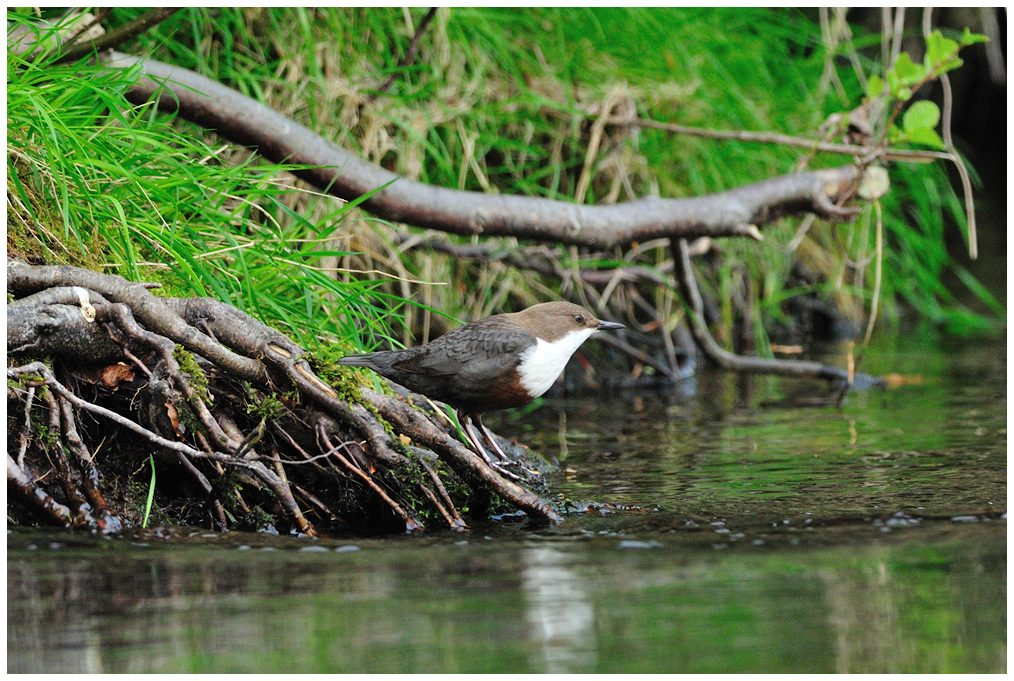
Esemplare a Lozère.

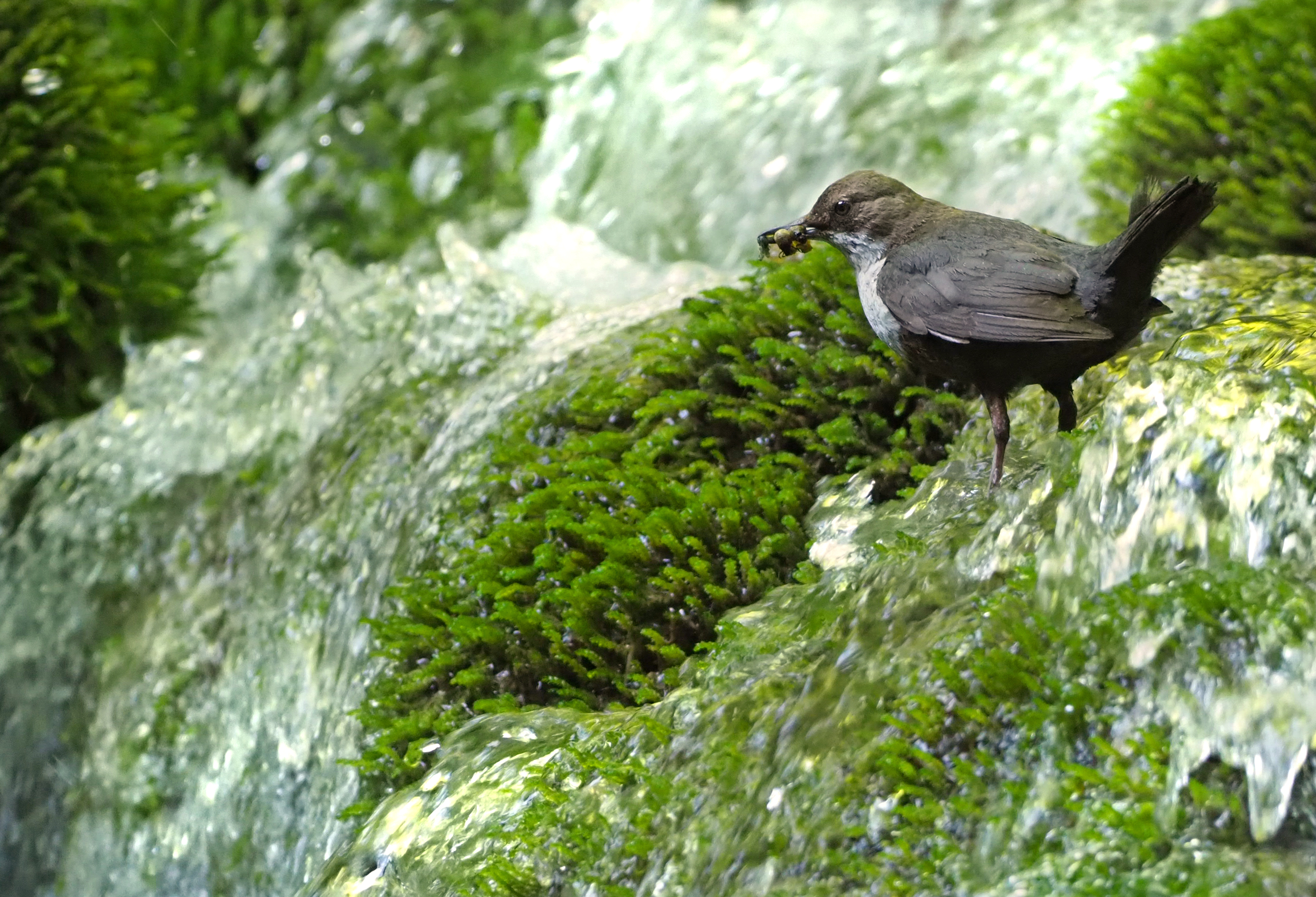
Esemplare a Berzasca.

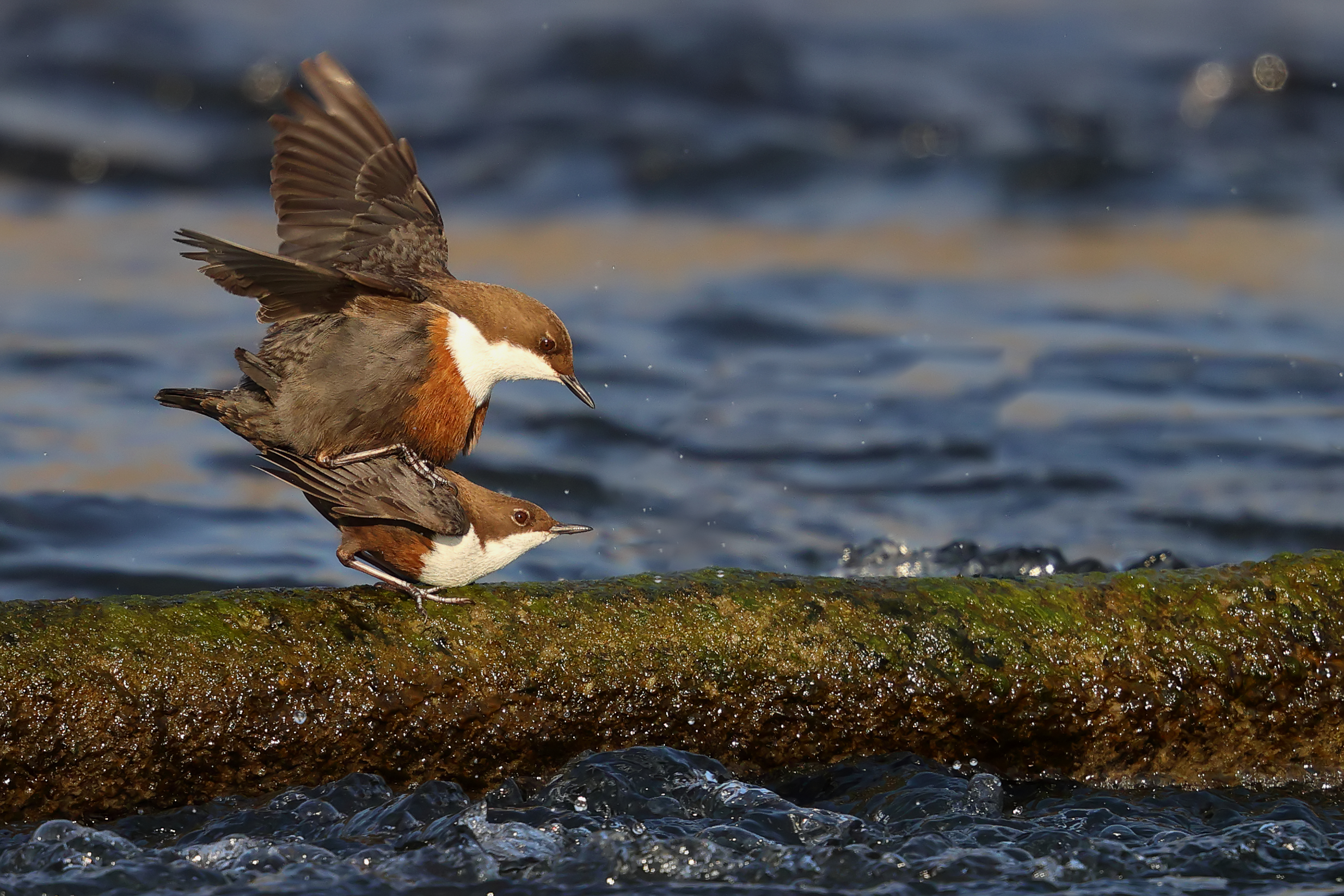
Accoppiamento di due esemplari.

Il merlo acquaiolo ha distribuzione paleartica, popolando (sebbene in maniera piuttosto discontinua) il Magreb (area dei monti dell'Atlante in Marocco centrale e nord-orientale, Algeria settentrionale ed estremo nord-ovest della Tunisia), l'Europa (penisola iberica, sud-ovest e midi francese, isole britanniche, Europa centrale, penisola balcanica, Fennoscandia) e l'Asia (Caucaso, Anatolia, Iran occidentale, Russia europea fino agli Urali, Pamir, zone montuose del Turkestan, pendici settentrionali dell'Himalaya, a nord fino al lago Bajkal e alla Mongolia centrale): la popolazione cipriota, e molto verosimilmente anche quella levantina, sono localmente estinte.

In Italia, la specie è residente lungo tutto l'arco alpino, gli Appennini e la Pianura Padana occidentale, oltre che in Sicilia e Sardegna.
Generalmente residente, soprattutto le popolazioni delle zone più settentrionali dell'areale possono migrare a sud in cerca di climi più temperati, svernando sulle coste di Mar Baltico, Mar Caspio o Mar Nero: anche le popolazioni delle aree montuose più elevate possono scendere di quota durante l'inverno, per evitare la carestia dovuta al congelamento dei fiumi di residenza.
L'habitat del merlo acquaiolo è rappresentato dai ruscelli a corso rapido, con acqua limpida e ben ossigenata e fondale ghiaioso, possibilmente con presenza di rocce affioranti o argini in rilievo.

## Sistematica
Il merlo acquaiolo ha 14 sottospecie:
- Cinclus cinclus hibernicus Hartert, 1910 - diffuso nelle Highlands scozzesi (incluse le Ebridi interne) e in Irlanda;
- Cinclus cinclus gularis (Latham, 1802) - diffusa in Gran Bretagna;
- Cinclus cinclus cinclus (Linnaeus, 1758) - la sottospecie nominale diffusa lungo la costa atlantica dalla Galizia alla Francia sud-occidentale, in Scandinavia, ad est fino alla Peciora, oltre che in Corsica e verosimilmente anche in Sardegna;
- Cinclus cinclus aquaticus (Bechstein, 1797) - diffusa dalla penisola iberica alla Grecia, Italia compresa, a nord fino al Benelux;
- Cinclus cinclus olympicus † Madarász, 1903 - endemica di Cipro;
- Cinclus cinclus minor Tristram, 1870 - endemica dei monti dell'Atlante;
- Cinclus cinclus rufiventris Tristram, 1885 - diffusa in Libano e nella fascia costiera della Siria;
- Cinclus cinclus uralensis Serebrovski, 1927 - endemica degli Urali;
- Cinclus cinclus caucasicus Madarász, 1903 - diffusa nel Caucaso e nell'Azerbaigian persiano;
- Cinclus cinclus persicus Witherby, 1906 - diffusa nei monti Zagros;
- Cinclus cinclus leucogaster Bonaparte, 1850 - diffusa in Afghanistan e Pakistan, ad est fino al Tian Shan e al Kunlun Shan);
- Cinclus cinclus baicalensis Dresser, 1892 - diffusa in Asia centrale dai monti dell'Altaj alla Transbajkalia;
- Cinclus cinclus cashmeriensis Gould, 1860 - diffusa lungo le pendici settentrionali dell'Himalaya dal Kashmir al Sikkim;
- Cinclus cinclus przewalskii Bianchi, 1905 - diffusa dal nord del Bhutan al sud del Gansu e al nord-ovest del Sichuan, attraverso il Tibet orientale;

Mentre non tutti sarebbero d'accordo nell'assegnare a baicalensis il rango di sottospecie a sé stante (sinonimizzandola con leucogaster), alcuni autori riconoscerebbero inoltre le sottospecie meridionalis delle Alpi austriache, orientalis della Macedonia del Nord (sinonimizzate con aquaticus), amphytrion del nord-est della Turchia (sinonimiazzata con caucasicus) e sordidus (verosimilmente una forma melanica di leucogaster).

La tassonomia della specie è poco chiara e necessita di revisione: le analisi molecolari, infatti, hanno evidenziato un'inaspettata struttura filogenetica che contrasta con la distribuzione delle sottospecie attuali, suggerendo l'esistenza di almeno cinque cladi differenziati in seno al complesso-specie.